# Struth (Dingelstädt)

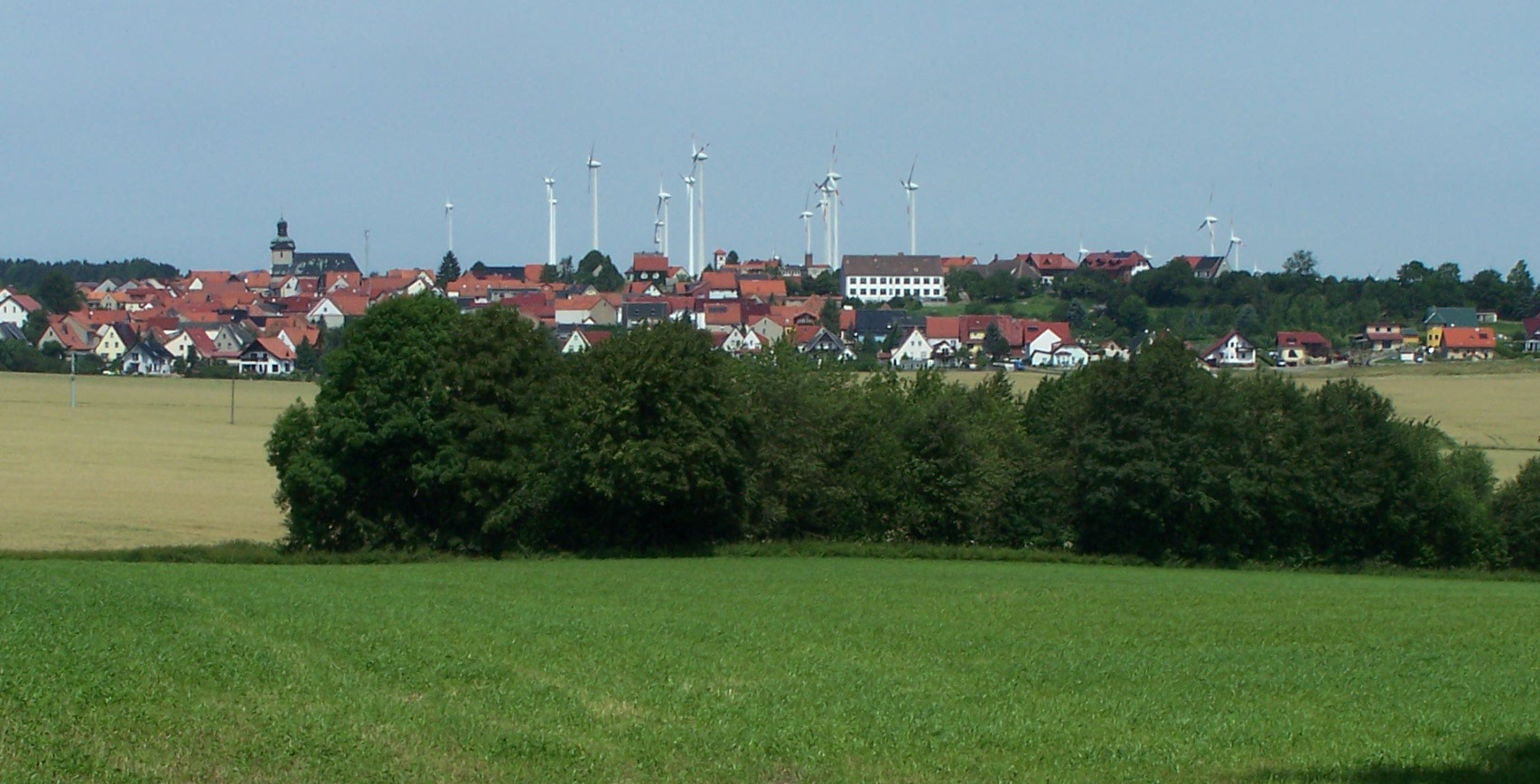
Struth von Süden aus gesehen

Struth ist ein Ortsteil der Stadt und Landgemeinde Dingelstädt im (Süd-)Eichsfeld. Er liegt im Landkreis Eichsfeld in Thüringen. Die zu Struth gehörigen Ortsteile Annaberg und Kloster Zella wurden bereits 1966 von der Gemeinde Effelder nach Struth umgemeindet.

## Geografie
Struth liegt im Süden des Landkreises, etwa 12 km westlich von Mühlhausen. Struth hatte bis Anfang des 20. Jahrhunderts große Probleme mit der Trinkwasserversorgung. Als höchste Erhebung gilt der Berg Rain 516 m ü. NN, über den die westliche Gemarkungsgrenze verläuft. Der Ort selbst liegt inmitten von Ackerflächen und Wiesen relativ ungeschützt auf der Hochfläche. Nach Südwesten senkt sich diese in den „Zellaer Grund“, benannt nach dem ehemaligen Benediktinerinnenkloster Zella den die Frieda, ein rechter Nebenfluss der Werra, gegraben hat. Ihre Quelle liegt unterhalb von Struth im Klostergrund und wird von bewaldeten, relativ steilen Hängen eingerahmt. Die an der Klosterschranne noch in großer Zahl vorkommenden Eiben bilden mit über 1000 Exemplaren einen der größten Bestände dieser Baumart in Thüringen.

## Geschichte

### Gründungssage
Der Ort Struth wurde nach örtlicher Überlieferung von Überlebenden eines Dorfes Hirsingerode begründet, welches halbwegs zwischen den heutigen Orten Struth und Faulungen auf dem Steinerwald  gelegen haben soll und das bei den Einfälle der Ungarn oder Wenden zerstört wurde. Im fraglichen Zeitraum während der Regentschaft König Konrads I. fanden auch nach Thüringen mehrere Einfälle statt, wobei sich an den Beutezug durch Franken und Thüringen im Jahre 912 noch zahlreiche Sagen und Überlieferungen knüpfen. An Stelle der Ungarn wurden hierbei von den Berichterstattern meist die Hunnen genannt. Auch der sehr auffällige Flurname Katalaunische Felder unmittelbar östlich der einstigen Fliehburg beim Nachbarort Eigenrieden könnte diese Sage bestätigen. Auf den Katalaunischen Feldern in Frankreich kam es 451 zu einer Schlacht mit den Hunnen.

### Ersterwähnung
Die älteste, auf den Ort Struth bezugnehmende Urkunde wurde 1273 ausgestellt. Sie besagt, dass ein Ritter Heinrich von Treffurt ein Reichsgut in Struth für 24 Mark Silber an das Kloster Zella verkaufte. Die Urkunde wurde nach neuerem Forschungsstand bereits am 15. September 1273 ausgefertigt.

### Kloster Zella
Nur Struth und Effelder gehörten dem Kloster Zella unmittelbar. Im Frühjahr 1525 nutzten die leibeigenen Bauern die Verwirrung und Schwäche der Obrigkeit, um „alte Rechnungen“ mit dem Kloster zu begleichen. Am 26. April 1525 wurde das Kloster von den Aufständischen gestürmt und geplündert. Nach der Schlacht bei Frankenhausen überfiel eine Rotte der besiegten Aufständischen Kloster Zella erneut und legte Feuer, was das Kloster für längere Zeit unbewohnbar machte.

### Jüngere Geschichte
Im beginnenden 19. Jahrhundert war Struth noch ein überwiegend landwirtschaftlich geprägter Ort. Die Einführung der Leinenweberei im Dorf verbesserte die Lebensbedingungen der Dorfbevölkerung nur in geringem Maße, daher versuchten die jüngeren Männer als Wanderarbeiter in den Großstädten Arbeit zu finden. Mit der Revolution von 1848 waren in Struth auch soziale und religiös motivierte Konflikte verbunden. Der Gutsbesitzer von Annaberg hatte aus egoistischen Gründen den Besuch der auf dem Gutsgelände befindlichen Wallfahrtsstätte durch die Gläubigen der Umlandgemeinden zu unterbinden versucht, damit hatte er sich selbst zur Zielscheibe der Revolte gemacht und wurde von den aufgebrachten Dorfbewohnern dafür „abgestraft“. Die Wochen später durch eine Untersuchungskommission ermittelten Haupttäter wurden vor Gericht gestellt. 1849 traten sie ihre Haft in Halle/Saale an. Einer der Anführer, der Frachtfuhrmann Joseph Schmerbauch, entzog sich der Verhaftung durch Flucht nach Amerika. Dort heiratete er und baute sich in New York eine neue Existenz auf. Die Familie siedelte später in den Staat New York um, wo Joseph 1867 verstarb.
Im ausgehenden 19. Jahrhundert begann man bei Oberdorla im Hainich an verschiedenen Forstorten mit dem Abbau von Kalksteinblöcken für Bauwerke und Denkmale. Diesem Beispiel folgend entstanden auch bei Struth 1897 die ersten Steinbrüche. Zunächst wurden Schotter und Pflastersteine für die Chaussierung der Landstraßen im Eichsfeld geliefert.
Mit dem Bau der Eisenbahn-Nebenstrecken durch das Eichsfeld und den Hainich vor dem Ersten Weltkrieg erlebte die Steingewinnung eine Blütezeit. Gleichzeitig wurden nach neuesten Fertigungstechniken hergestellte Zementformsteine für die Bauindustrie produziert. Im Ort gab es auch Hausteinarbeiter und Steinmetze, die sich auf die Fertigung von landwirtschaftlichen Bedarfsartikeln und auf Werksteine, Steinsäulen und Grabsteine spezialisierten. Noch heute findet man überall in der Region Struther Hausteinprodukte. Auch das Maurerhandwerk wurde im Ort bedeutsam, die Erwerbsstatistik des Ortes vom Jahr 1936 weist 40 Maurer aus.

### Kriegsende 1945
Von Küllstedt aus in Richtung Süden erfolgte am 7. April 1945 der einzige größere Gegenangriff der deutschen 11. Armee in Thüringen. In Verkennung des tatsächlichen Kräfteverhältnisses hatte er das Ziel, die bereits in Mühlhausen und Langensalza eingerückten US-Truppenteile abzuschneiden. Bei dieser „Schlacht bei Struth“ wurde durch Artillerie- und Jagdbomberbeschuss, Bodenkämpfe und das Abbrennen von Häusern durch die Amerikaner ein Großteil des Ortes zerstört. Die Ortschronik nennt 65 Wohnhäuser, 77 Stallungen, 88 Scheunen und die Zigarrenfabrik. Zahlreiche Soldaten beider Seiten und 13 Einwohner der Gemeinde wurden getötet. Der deutsche Angriff blieb in Struth stecken. Infolge der Zerstörungen am 7. April 1945 blieb außer der Kirche in Struth nur wenig alte Bausubstanz erhalten. Die Wohn- und Wirtschaftsgebäude im Ort stammen großteils aus der Zeit von 1946 und danach.

### Neuzeit
Am 30. Juni 1994 wurden Struth und Eigenrieden durch eine Gebietsreform zur neuen Gemeinde Rodeberg vereinigt und kamen zum Unstrut-Hainich-Kreis. Die Gemeinde Rodeberg wurde am 1. Januar 2024 aufgelöst. Dabei schloss sich Struth als 10. Ortschaft der Landgemeinde Dingelstädt im Landkreis Eichsfeld an. Für diesen Schritt stimmten 53,83 % der Struther Bürger, für die Alternativen Mühlhausen/Thüringen und Südeichsfeld 35,50 % bzw. 10,67 %.

## Kultur- und Sehenswürdigkeiten

### Bauwerke

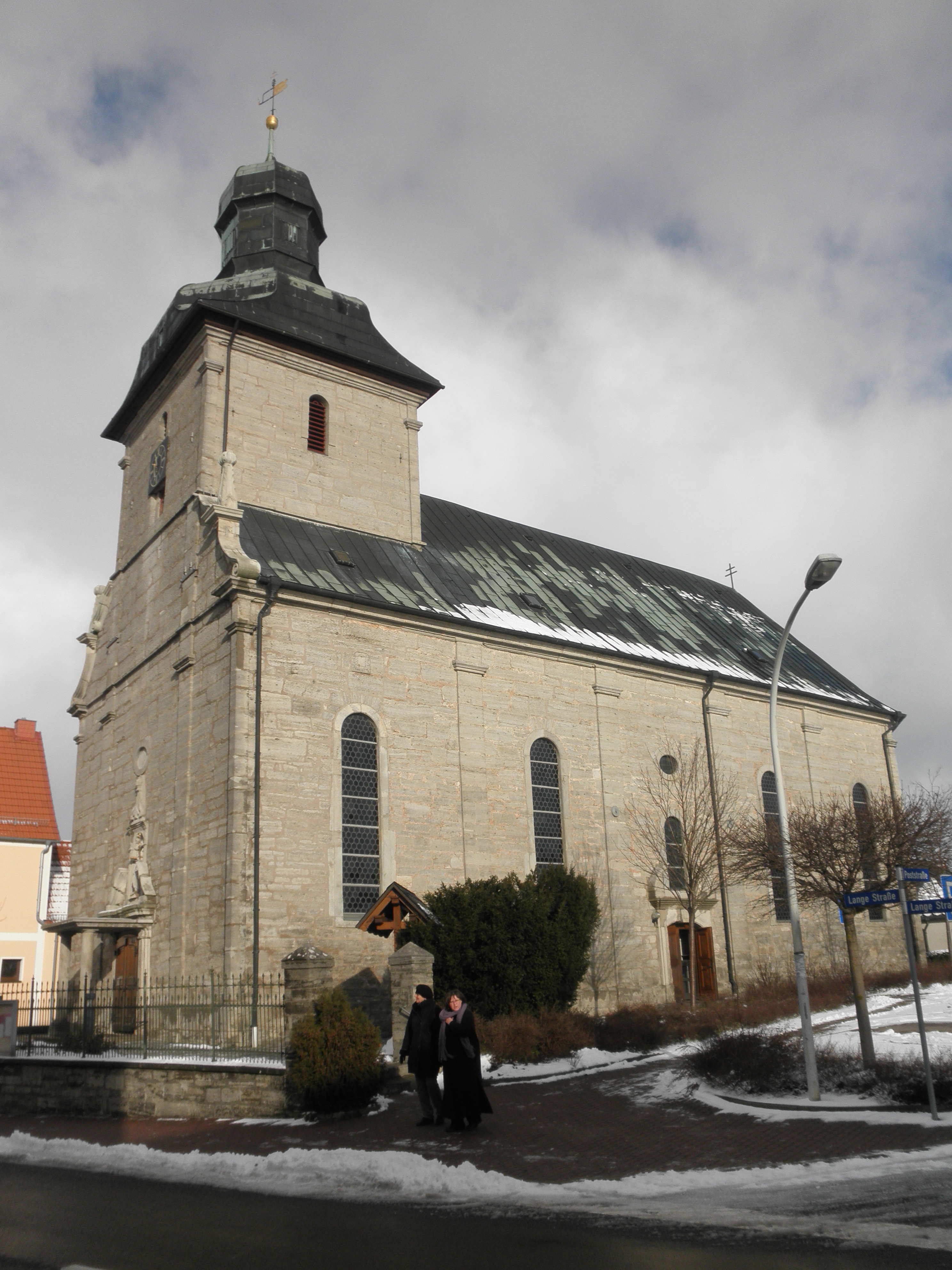
Kirche St. Jakobus d. Ä. in Struth

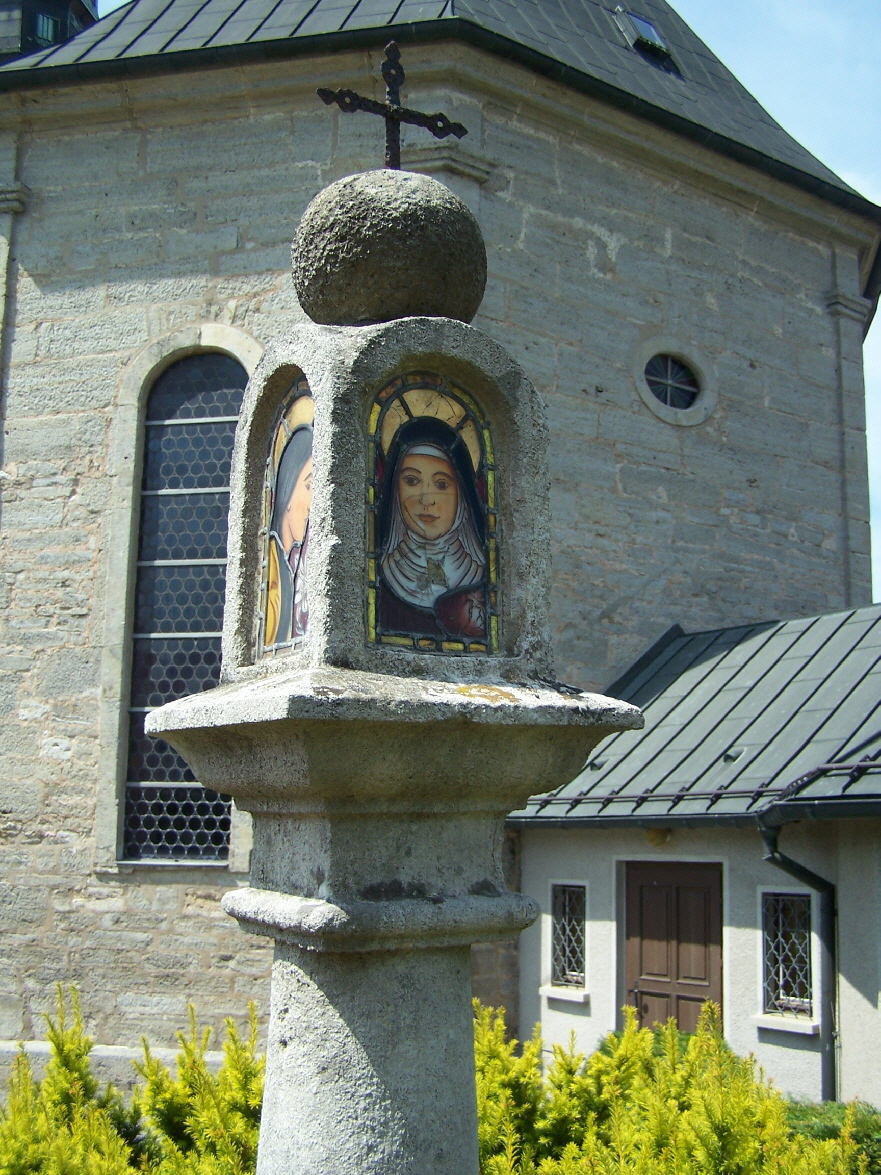
Bildstock an der Jakobuskirche in Struth (2007)

- Zu den Sehenswürdigkeiten im Ort zählt die spätbarocke katholische Kirche St. Jakobus der Ältere im Zentrum der Ortslage. An diese schließt sich der Friedhof an. Bemerkenswert sind auch einige Bildsäulen im Eingangsbereich des Friedhofes.
- Unmittelbar östlich, entlang der Flurgrenze verläuft der Mühlhäuser Landgraben, eine mittelalterliche Befestigungsanlage aus der Zeit der Reichsstadt Mühlhausen.[13]
- Die Klostermühle, unmittelbar neben der Klosteranlage an der Straße nach Lengenfeld/Stein gelegen, war bis 1920 in Betrieb. Nach 1930 wurde neben der stillgelegten Mühle ein flaches Wasserspeicherbecken als Freibad hergerichtet. Gegenwärtig sind noch bauliche Reste der Mühle als Ruine vorhanden.[14]
- In der Ortslage und Flur findet man zahlreiche Bildstöcke, Betkreuze, Heiligenbilder und Steinkreuze. Sie sind Zeugnisse der im Eichsfeld tief verwurzelten Volksfrömmigkeit.
- Nördlich des Ortes existiert ein Windpark mit zahlreichen Rotoren einer privaten Windkraftanlage. Sie dienen auch als Landmarke.

### Naturdenkmale
- Bemerkenswert ist einer der größten Eibenbestände in Thüringen, man schätzt die Zahl auf 1000 Exemplare.[15]
- Die Fichten und Linden am Kloster Zella sind bemerkenswerte Baumriesen und Naturdenkmale.[16]

### Vereine und Traditionen
Zahlreiche Vereine bereichern in Struth das Dorfleben. Mitgliederstark und für den Erhalt von Dorfkultur und Traditionen wichtig sind beispielsweise der Feuerwehrverein mit einer eigenen Feuerwehrkapelle, der Kirmesburschenverein, die Struther Sankt Jakobus-Schützen, der Struther Carnevals-Verein und das Mandolinenorchester „Eichsfeldia“ Struth. Traditionen sind das Schützenfest mit dem Schützenumzug und die Kirmes mit dem Kirmesumzug durch das Dorf.
Sehr beliebt ist auch das „Struther Schneegestöber“, ein seit jüngster Zeit von Struthern auf dem Dorfanger organisierter Adventsmarkt.

## Persönlichkeiten
- Karl Hoppe (* 6. Dezember 1934 in Struth (Eichsfeld); † 13. Dezember 2002 in Simmern (Westerwald)) war ein deutscher Lehrer und Politiker (CDU).
- Bernhard Opfermann (* 3. Februar 1913 in Kassel; † 21. Dezember 1995 in Hildesheim) war ein deutscher katholischer Priester, Heimatforscher und Autor. Von 1961 bis zu seinem Eintritt in den Ruhestand 1983 war er Pfarrer in Struth. Bernhard Opfermann starb 1995 und wurde auf dem Friedhof in Struth beigesetzt.
- Johann Nikolaus von Weinrich, (* 26. April 1738 in Struth (Eichsfeld); † 5. März 1826 in Ingolstadt) war ein bayerischer Generalmajor und Kommandant von Ingolstadt.

## Sonstiges
Als Zeugnisse eines oft derben Volkshumors bildeten sich bereits vor Jahrhunderten Besonderheiten des jeweiligen Dorfes charakterisierende Neck- und Spitznamen heraus. Demnach lebten hier im Ort die Struither Suiputzen – Struther Strutzputzen – wegen des Sammelns von Löwenzahn als Schweinefutter usw. auch Hackelkletze = Hackklötze genannt.